# Rovarinvázió (Odaát)
A Rovarinvázió (Bugs) az Odaát című televíziós sorozat első évadának nyolcadik epizódja.

## Cselekmény
Oklahoma egyik völgyében, egy lakópark építkezésén különös haláleset történik: az egyik munkás alatt beszakad a föld, ahol a férfit rovarok támadják meg, majd ölik meg. Míg Dean hitelkártyacsalásokkal szerez pénzt, Sam felfigyel az esetre. Miután a városba érkeztek, az áldozat unokatestvérének adják ki magukat, így beszélnek az eset egyetlen szemtanújával, aki elvezeti őket az építkezésre. Itt Sam a beszakadt üregben talál egy bogarat, amilyen valószínűleg a munkással is végzett. Később kiderül, már volt hasonló haláleset, amikor egy munkással méhek végeztek. 
Estére a fivérek betérnek egy helyi partira, ahol találkoznak a lakópark építését vezető főnökkel, Larry Pike-kal, annak feleségével, illetve a házak eladását intéző Lynda Bloome-mal. A beszélgetés során kiderül, hogy a házaspár fiának, Mattnek különös hobbija van; pókokat és egyéb rovarokat gyűjt és tanulmányoz. Míg a fiúk "kibérelnek" egy helyi, még üres házat, aznap este újabb haláleset történik; Lyndát pókok ölik meg saját házának zuhanykabinjában. Deanék másnap ellátogatnak a helyszínre, ekkor merül fel bennük a gyanú, hogy Mattnek köze lehet a történtekhez, így követni kezdik az iskolabuszról leszálló fiút, egészen az erdőbe. Itt beszélnek vele, a fiú elmondja, hogy semmi köze nincs az ügyhöz, ellenben felfedezett valami szokatlant: az összes rovar és bogár egy erdei tisztáson sűrűsödik. Míg úton vannak oda, Sam elbeszélget Mattel, milyen a kapcsolata a fiúnak az apjával, melyből kifolyólag, később Dean elmondja Samnek, hogy az apjuk mindig is büszke volt Samre, hiába veszekedtek annyit. A tisztásra érve, a fivérek a bogarak ezrei alatt egy emberi koponyára bukkannak, melyről később kiderül, hogy kb. 170 éves indián maradvány. Ennek alapján ellátogatnak egy közeli indián rezervátumba, ahol találkoznak egy rézbőrűvel, aki egy érdekes, ősi átokról mesél nekik: ha a völgybe "sápadt arcú" ember teszi be a lábát, az érkezésük utáni hatodik napot a "természet erői" végeznek vele, ez a bizonyos nap pedig éppen most jött el.
Dean és Sam azonnal visszaindulnak a városba, és megpróbálják elküldeni Larry-éket a környékről, ám miután azok nem hajlandóak elmenni, az átok valóban beteljesül; bogarak ezrei támadnak rájuk. A fivérek a család házában veszik fel a küzdelmet a rovarokkal, akik végül napfelkeltekor visszavonulnak.
A történtek után, a testvérek ismét továbbállnak, előtte azonban Larry megígéri nekik, hogy az építkezés nem fog folytatódni, illetve hogy családjával együtt elköltöznek a városból...

## Természetfeletti lények

### Rovarok, bogarak
A rovarok inváziója Oklahoma egyik völgyében egy ősi indián átok szüleménye: 200 évvel ezelőtt a völgyben egy indián törzs élt, akiket a kormány úgy döntött, kitelepít. Mivel az őslakosok nem voltak hajlandók elmenni, a kormány megtámadta őket, és hat nap alatt az egész törzset kiirtotta. Ekkor azonban a földön haldokló törzsfőnök az éghez imádkozott; ha ezentúl fehér ember teszi be a lábát a völgybe, a természet erői végezni fognak vele. És a természet azóta is védi ezt a földet; a behatolókat az érkezésük utáni hatodik éjszakán kegyetlenül megsemmisíti.

## Időpontok és helyszínek
- 2006. március 20-26.

– Oázis-síkság, Oklahoma
– Sapulpa, Oklahoma

## Zenék
- Def Leppard – Rock of Ages
- Bob Reynolds – Medusa
- The Scorpions – No One Like You
- Black Toast Music – I Got More Bills Than I Got Pay
- Extreme Music – Poke in Tha Butt

## Külső hivatkozások
- Supernatural-Bugs az Internet Movie Database oldalon (angolul)